# Brocchi (cognome)
Brocchi è un cognome di lingua italiana.

## Varianti
Brocca, Brocchetti, Brocchieri, Brocchini, Brocco, Broccoletti, Broccoli, Broccolini, Broccolo, Broch.

## Origine e diffusione
Il cognome è prevalentemente centro-settentrionale.
Potrebbe derivare da un soprannome relativo al mestiere di brocchiere o alla lavorazione e commercio delle brocche o dei broccoli. Potrebbe derivare dal celtico brocc, "a forma di punta", o dal latino brocchus, "sporgente", o ancora dal termine brocca; quest'ultima etimologia lo accomunerebbe al cognome Cannata.
La variante Brocchetti copre il medesimo areale; Brocco e Broccoli sono meridionali.

## Persone
- Cristian Brocchi (1976) – allenatore ed ex calciatore italiano
- Gian Battista Brocchi (1772-1826) – geologo italiano
- Giuseppe Maria Brocchi (1687-1751) – presbitero e scrittore italiano
- Isabella Rossi Gabardi Brocchi (1808-1893) – scrittrice e poetessa italiana